# POWER HOUSE
『POWER HOUSE』（パワー・ハウス）は、ZNXの2枚目のアルバム。

## 内容
事実上のラストアルバムで唯一オリコンチャートにランクインされなかった。

## 批評
ミュージシャンの中山康幸は「よく聞いてる曲」として挙げている。
CDジャーナルは「巧みにキャッチーなメロディ・センスを折り込んであるところはさすが。全部で12曲一気に勢いで聴けてしまう軽快さも彼らの魅力か」と評した。

## 収録曲
1. HOT PASSION RED
2. Don't stop believin' you
3. ROUTE3をブッとばせ！
4. 恋のE・L・O
5. COLD BLOOD（urban blues version）
6. LAST STAGE
7. キャベツ畑の番人
8. SWEET MY FRIENDS
9. SILENT GAME
10. Knockin' On The Rocky Door
11. GA・N・BA・RI・MA・SU・WA
12. FOR YOU

作詞：妹尾研祐　作曲：松尾宗仁　編曲：松尾宗仁・佐藤宣彦

## 参加ミュージシャン
- 佐藤宣彦 - ギター、コーラス
- 関雅夫 - ベース
- 小森啓資 - ドラム
- 鷹羽仁 - キーボード
- 平田文人 - キーボード
- 三国義貴 - ピアノ